# 눅시스
눅시스(Nuxis, sc, it)는 이탈리아 사르데냐 지역의 수드사르데냐도에 있는 코무네(지방 자치체)로, 칼리아리 서쪽으로 약 35 킬로미터 (22 mi), 카르보니아 동쪽으로 약 20 킬로미터 (12 mi) 떨어져 있다.
눅시스는 다음 지방 자치체와 접해 있다: 아세미니, 나르카오, 산타디, 실리콰 (칼리아리현), 빌라페루초.

## 역사
기원전 1000년경에 마을이 세워졌지만, 누라게 정착지의 고고학적 증거가 있으며, 농장 정착지에서 성장했다. 눅시스의 목축 정착지는 인근 나르카오와 플루멘테피도에 성 베네딕도회 수도사들이 존재하면서 도움을 받았다.

## 주요 볼거리
마을 남쪽으로 약 250 미터 (820 ft) 떨어진 곳에 위치한 100m² 미만의 산텔리아 디 타티누(Sant'Elia di Tattinu) 소규모 교회는 사르데냐의 비잔틴 건축의 한 예이다.